# Ланской, Сергей Петрович
 Сергей Петрович Ланской  (1789 — 22 мая 1832) — генерал-майор, участник Отечественной войны 1812 года. Брат Петра и Павла Ланских.

## Биография
Сын обер-прокурора Сената статского советника Петра Сергеевича Ланского (1752—1805) от его брака с Елизаветой Романовной Лепарской (1770— после 1838), и старший из четырёх братьев Ланских, служивших одновременно в кавалергардах.
30 августа 1804 года Ланской из закорпусных пажей определён юнкером в Кавалергардский полк. 
24 января 1805 года эстандарт-юнкером и 8 октября на походе произведён в корнеты. 16-летним юношей ему довелось принять боевое крещение под Аустерлицем, за что награждён орденом святой Анны 3-й степени «За храбрость». 
С полком же он участвовал и в кампании 1807 года. 
В 1808 году произведён в поручики. 
Произведённый 12 марта 1812 года в штабс-ротмистры, он выступил в поход с действующими эскадронами и за Бородинское сражение получил Золотое оружие.
20 февраля 1813 года произведён в ротмистры. В Кульмском сражении не участвовал, так как был командирован в Варшаву для привода резервного эскадрона. В сражении под Фер-Шампенуазом он, «ударил на неприятельскую кавалерию, опрокинул оную и занял место неприятеля, потом собрал свой эскадрон под картечными выстрелами, атаковал орудие, действовавшее по нём, и взял оное», за что был награждён орденом святого Георгия 4-й степени.
В 1816 году Ланской был произведён в полковники и 18 февраля 1818 года назначен командиром Малороссийского кирасирского полка, которым командовал до 25 апреля 1825 года, когда был уволен от службы за болезнью генерал-майором, с мундиром. 
Умер 22 мая 1832 года холостым и погребён на старом кладбище  Александро-Невской лавры.

## Награды
- Орден Святого Георгия 4-й ст.
- Орден Святой Анны 3-й ст. «За храбрость»
- Золотое оружие «За храбрость»